# Gończy chorwacki
Gończy chorwacki – rasa psa, należąca do grupy psów gończych i posokowców, zaklasyfikowana do sekcji psów gończych. Podlega próbom pracy.

## Rys historyczny
Rasa powstała w XVIII wieku.

## Wygląd
Budowa krępa. Dość krótkie nogi. Uszy zwisające, z zaokrąglonymi końcami.
Szata szorstka i gęsta.
Umaszczenie jest najczęściej rude, rzadziej żółte czy płowe. Mogą występować białe znaczenia, głównie w dolnej części ciała.

## Zachowanie i charakter
Aktywny i czujny.

## Użytkowość
Pies przeznaczony do polowań na drobną zwierzynę.

## Zdrowie i pielęgnacja
Gończy chorwacki wymaga bardzo dużo ruchu.